# Карапузик чотирикрапковий
Карапузик чотирикрапковий (Hister quadrimaculatus) — вид жуків родини карапузиків (Histeridae).

## Поширення
Вид поширений в Європі, Північній Африці, Кавказі, Малій та Середній Азії. Трапляється в коров'ячому і кінському гної.

## Опис
Тіло від 7 до 11 мм завдовжки, трохи видовжене. Вусики коричневі. Епіплеври переднеспинки грубо плямисті та волосисті. Надкрила чорні з двома червоними плямами на кожному, але зазвичай вони зливаються в різні візерунки, а іноді зовсім зникають і червоними залишаються лише епіплери надкрил. Передні ноги з трьома великими зубцями на гомілках. Пропігідій гладкий у центрі та пунктований з боків і основи. Пігідій густо плямистий.

## Спосіб життя
Мешкає у випорожненнях домашньої великої рогатої худоби та коней, іноді під гниючими рослинами та грибами. Личинки є хижими і полюють на комах, що живуть у фекаліях. Цей жук живе 2-3 роки. Коли його турбують, жук прикидається мертвим, втягуючи голову в заглиблення на передньогрудному відділі. Незважаючи на короткі крила, жуки здатні літати.